# 1961 у літературі

## Нагороди
- Нобелівську премію з літератури отримав югославський письменник Іво Андрич.

## Народились
- 28 січня — Арнальдур Індрідасон, ісландський письменник.
- 3 червня — Норберт Гштрайн, австрійський письменник.
- 6 липня — Юнас Юнассон, шведський письменник.
- 18 вересня — Бернар Вербер, французький письменник.
- 6 жовтня — Даріуш Яворський, польський письменник, публіцист.
- 14 листопада — Юрга Іванаускайте, литовська письменниця, поет.

## Померли
- 2 липня — Ернест Хемінгуей, американський письменник
- 21 січня — Блез Сандрар, французький письменник

## Нові книжки
- Майкл Муркок, «Замріяне місто»
- Михайло Ляшенко, «Людина-промінь».